# Česko-kanadské vztahy
Vzájemné česko-kanadské vztahy jsou vztahy mezi Českem a Kanadou a obyvateli, společenskými, hospodářskými, kulturními a sportovními organizacemi obou států. Kanada má své velvyslanectví v Praze. Česká republika udržuje diplomatické vztahy s Kanadou formou velvyslanectví v Ottawě a má generální konzulát v Torontu a honorární konzulát v Calgary.
Obě země jsou řádnými členy Severoatlantické aliance (NATO) a Organizace pro hospodářskou spolupráci a rozvoj (OECD). V Kanadě žije přibližně 94 000 lidí českého původu.

## Vzájemný obchod

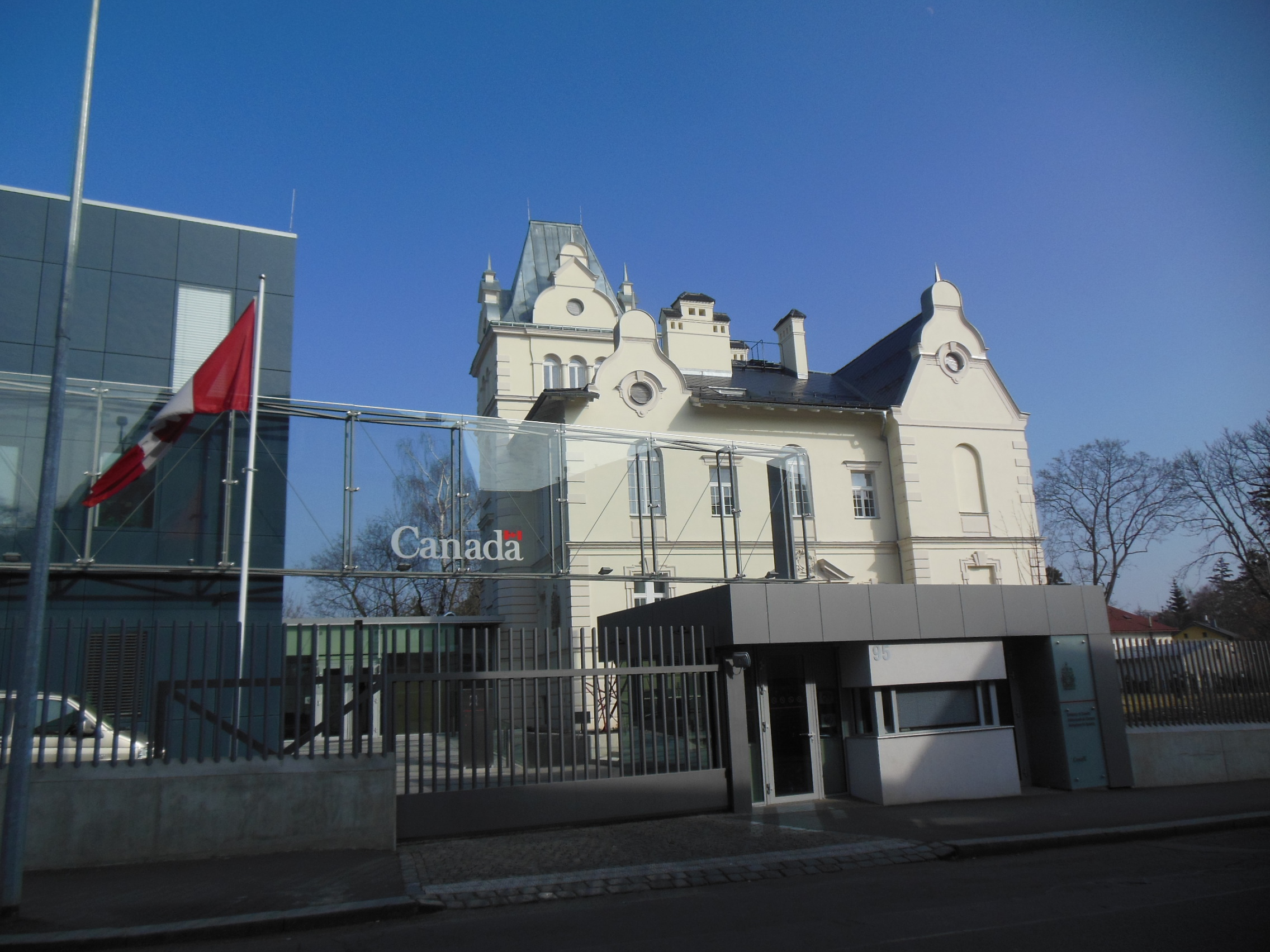
Kanadské velvyslanectví v Praze

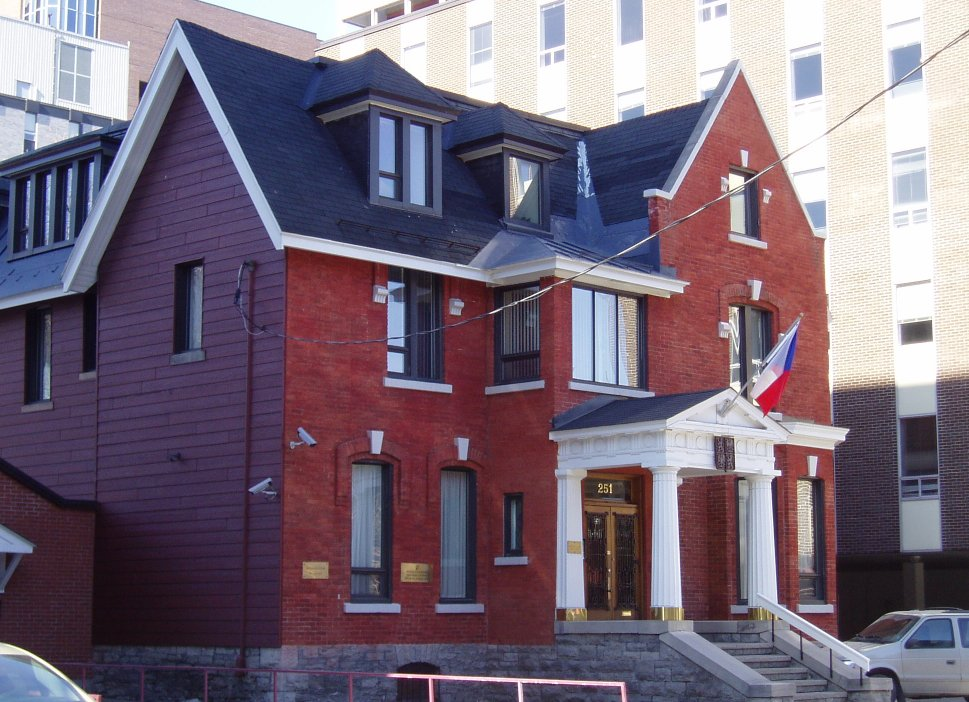
Velvyslanectví České republiky v Ottawě

V roce 2013 činil kanadský vývoz do České republiky (ČR) celkem (CAD) 134,8 milionu USD. Kanadské zboží zasílané do ČR tvoří letadla, vrtulníky a jejich součásti, strojní zařízení, proudové motory, turbovrtulové motory, lékařské nástroje, krmiva pro domácí zvířata , léčiva, vitamíny, železo a ocel, plasty a nealkoholické nápoje. Vývoz z ČR činil celkem 446,6 mil. USD. Mezi české zboží patřily stroje, výrobky ze železa a oceli, autodíly, traktory, pneumatiky, lékařské nástroje, sportovní potřeby, uran, sklo a pivo.

## Spor o vízum
V červenci 2009 Kanada znovu zavedla požadavek, aby lidé z České republiky měli před vstupem do Kanady víza, a to kvůli vysokému počtu žadatelů o azyl z České republiky, zejména Romů, kteří údajně zneužívali kanadský azylový systém.
Česká republika na to reagovala předvoláním svého velvyslance v Kanadě ke konzultacím, zavedením vízové povinnosti pro držitele kanadských diplomatických a úředních pasů a požádala Evropskou komisi, aby pro vstup kanadských občanů do Evropské unie vyžadovala víza. (Česká republika jako člen schengenského prostoru nemůže jednostranně zavést vízovou povinnost ani kontroly pro kanadské občany).
Dne 6. května 2009 na summitu Kanada - EU v Praze (hlavní město České republiky) byla zahájena jednání o komplexní hospodářské a obchodní dohodě (CETA), navrhované dohodě o volném obchodu a autorských právech mezi Kanadou a Evropskou unií . Aby dohoda CETA vstoupila v platnost, musí být podepsána a ratifikována Českou republikou. Česká republika prohlásila, že tak neučiní, dokud Kanada nezruší vízovou povinnost pro české občany.
Dne 14. listopadu 2013 oznámil kanadský velvyslanec v České republice Otto Jelinek obnovení bezvízového režimu pro české občany.